# Saint-Sauveur, Vienne
Saint-Sauveur là một xã tọa lạc ở tỉnh Vienne trong vùng Nouvelle-Aquitaine, Pháp. Xã này có diện tích 32,37 km², dân số năm 2006 là 1056 người. Xã nằm ở khu vực có độ cao trung bình 144 m trên mực nước biển.

## Hành chính
| Danh sách các xã trưởng                |               |                 |      |         |
| Giai đoạn                              | Giai đoạn     | Tên             | Đảng | Tư cách |
| mars 2001                              | réélu en 2008 | Gérard Pérochon |      |         |
| Tất cả các dữ liệu trước đây không rõ. |               |                 |      |         |

## Biến động dân số
| Năm | 1962 | 1968 | 1975 | 1982 | 1990  | 1999 | 2006  |
| --- | ---- | ---- | ---- | ---- | ----- | ---- | ----- |
| Dân số | 506  | 597  | 649  | 874  | 1 006 | 947  | 1 056 |
| From the year 1962 on: No double counting—residents of multiple communes (e.g. students and military personnel) are counted only once. |      |      |      |      |       |      |       |